# Флаг Одинцовского городского округа
Флаг Одинцовского городского округа Московской области Российской Федерации — опознавательно-правовой знак, служащий официальным символом муниципального образования.

## История
Первоначально данный флаг был утверждён 25 апреля 1997 года и внесён в Государственный геральдический регистр Российской Федерации с присвоением регистрационного номера 180.
На момент принятия флага, ввиду единства органов местного самоуправления города Одинцово и Одинцовского района, флаг являлся символом городского и районного статуса. После муниципальной реформы 2006 года флаг остался за администрацией района.
18 июня 2010 года, решением Совета депутатов Одинцовского муниципального района № 6/44, было утверждено положение о флаге Одинцовского муниципального района в новой редакции, решение Совета депутатов Одинцовского района Московской области от 25 апреля 1997 года № 6/3 было признано утратившим силу, а флаг города Одинцово, утверждённый этим решением, было решено признать флагом Одинцовского муниципального района Московской области.
26 ноября 2010 года, решением Совета депутатов Одинцовского муниципального района № 29/2, в связи с рекомендациями Геральдической комиссии Московской области, предыдущее решение было признано утратившим силу и было утверждено положение о флаге Одинцовского муниципального района в новой редакции. Также были вновь подтверждены действия касающиеся флага 1997 года.
Законом Московской области от 25 января 2019 года № 2/2019-ОЗ, все муниципальные образования Одинцовского муниципального района и территория городского округа Звенигород были преобразованы в Одинцовский городской округ.

Флаги муниципальных образований Одинцовского муниципального района
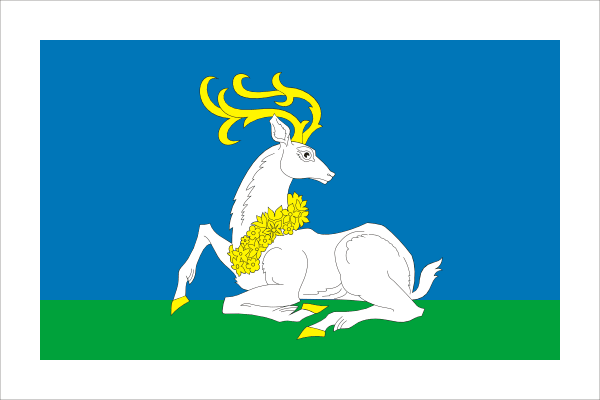
Городское поселение Одинцово
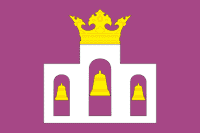
Городское поселение Большие Вязёмы
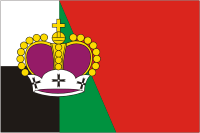
Городское поселение Голицыно
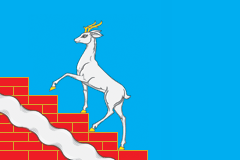
Городское поселение Заречье
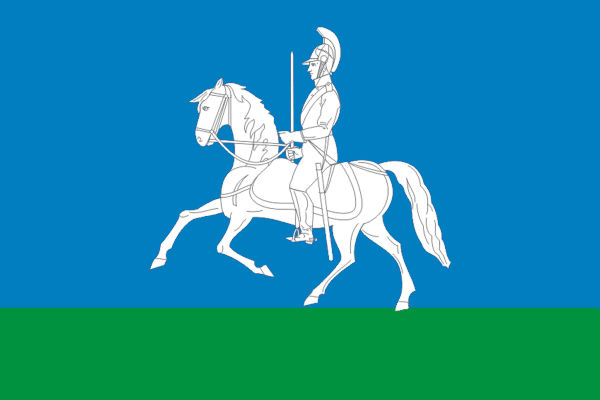
Городское поселение Кубинка
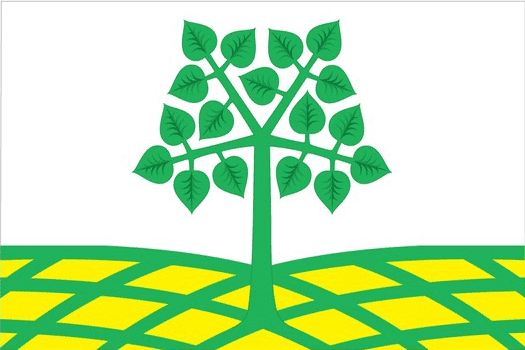
Городское поселение Лесной городок
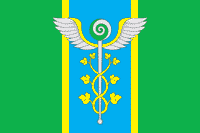
Городское поселение Новоивановское
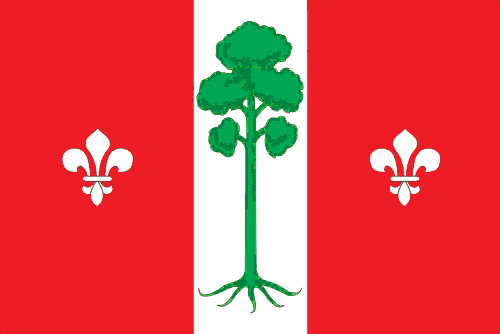
Сельское поселение Барвихинское
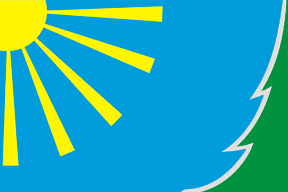
Сельское поселение Горское
Сельское поселение Ершовское
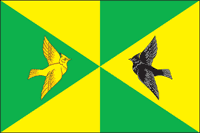
Сельское поселение Жаворонковское
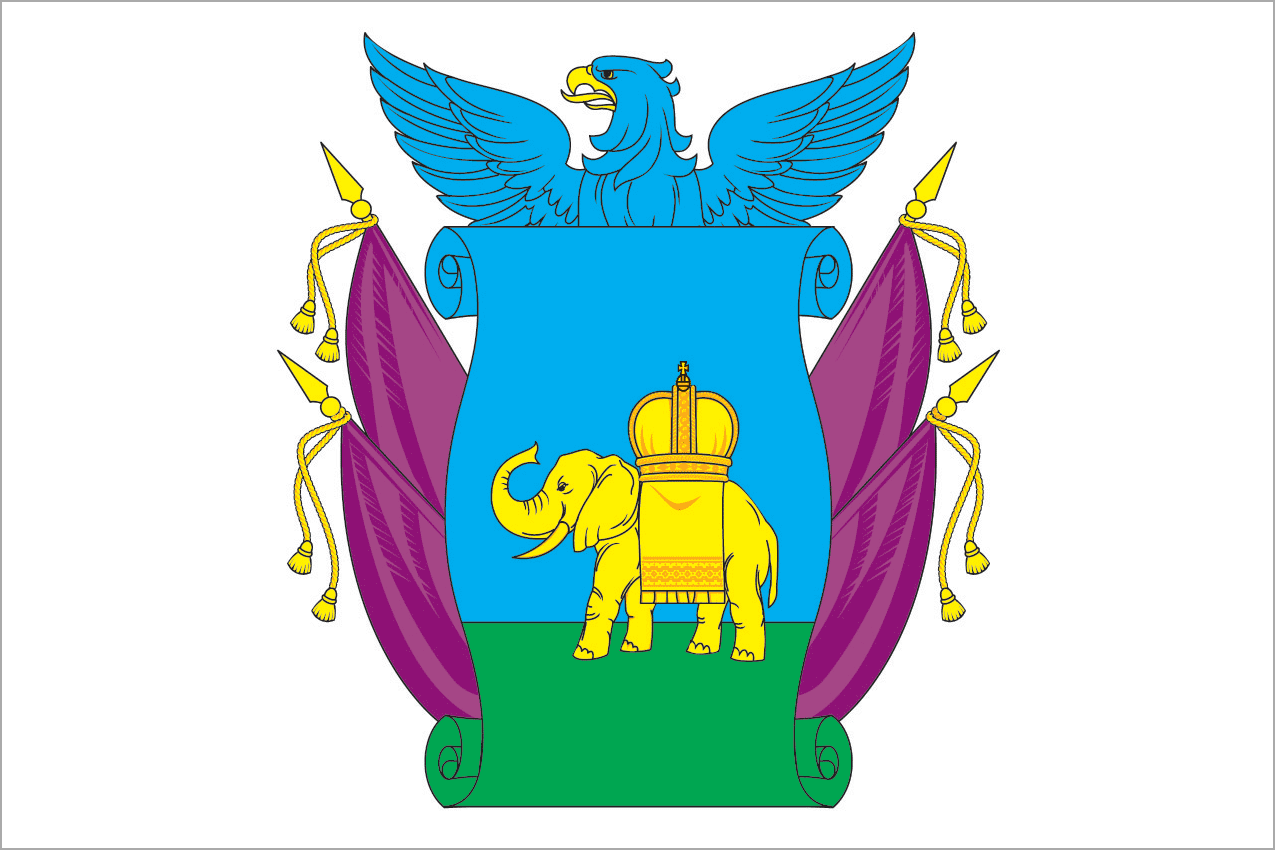
Сельское поселение Захаровское
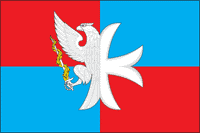
Сельское поселение Назарьевское
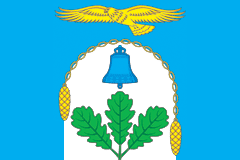
Сельское поселение Никольское
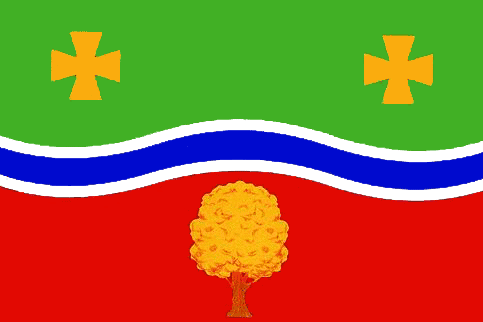
Сельское поселение Успенское
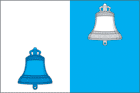
Сельское поселение Часцовское

Решением Совета депутатов Одинцовского городского округа от 23 октября 2019 года № 7/9 флаг Одинцовского муниципального района был утверждён официальным символом Одинцовского городского округа.

## Описание
Описание флага утверждённое решением Совета депутатов Одинцовского района Московской области от 25 апреля 1997 года № 6/3:

Флаг города Одинцово представляет собой прямоугольное двустороннее полотнище с отношением ширины к длине 2:3, с двухцветным изображением поля флага — голубого и зелёного как 3:1 и расположенного по центру флага лежащего оленя (изображение в соответствии с гербом города Одинцово).

В приложении к Положению о флаге, даётся дополнительное описание флага: «В лазоревом (голубом) поле лежащий на зелёной земле обернувшийся белый олень, вооружённый золотом и с золотым венком из цветков на шее. Олень изображается повёрнутым геральдически вправо, то есть влево от зрителя, и повернувшим голову назад, то есть вправо от зрителя».
Описание флага утверждённое решением Совета депутатов Одинцовского муниципального района Московской области от 18 июня 2010 № 6/44:

Прямоугольное голубое полотнище с отношением ширины к длине 2:3, несущее вдоль нижнего края зелёную полосу в 1/4 полотнища и посередине на полосе лежащего обернувшегося белого оленя с жёлтыми рогами и копытами и венком на шее из цветков того же цвета.

## Обоснование символики
На флаге района, разработанного на основе герба, языком аллегорического образа отдыхающего оленя, совместно с геральдическими символами, гармонично отражена история развития города и района, как одного из прекрасных мест отдыха Подмосковья. Герб составлен на основе решения Комиссии администрации Одинцовского района по разработке герба города и района, говорящем о том, что в гербе должны быть отражены природа и отдых — основные составляющие характеристики города и района.
Становление и развитие города Одинцово неразрывно связано с его красивыми окрестностями, издавна славящимися как одно из любимых мест отдыха Подмосковья. Отдых и здравоохранение являются ведущими в широкой гамме деятельности города и района.
Лежащий белый олень с золотым венком на шее (символ почёта и уважения), оглядывающийся на пройденный путь, символизирует покой и отдых.
Зелёная земля и золотой венок из цветов показывают природное богатство района. Зелёный цвет также символ здоровья.
Голубой цвет (лазурь) — символ красоты, безупречности, возвышенных устремлений, добродетели, символ чистого неба.
Белый цвет (серебро) символизирует чистоту, мудрость, благородство, совершенство, мир.
Жёлтый цвет (золото) — символ почёта и уважения.